# Capitale du Japon
 (septembre 2016).

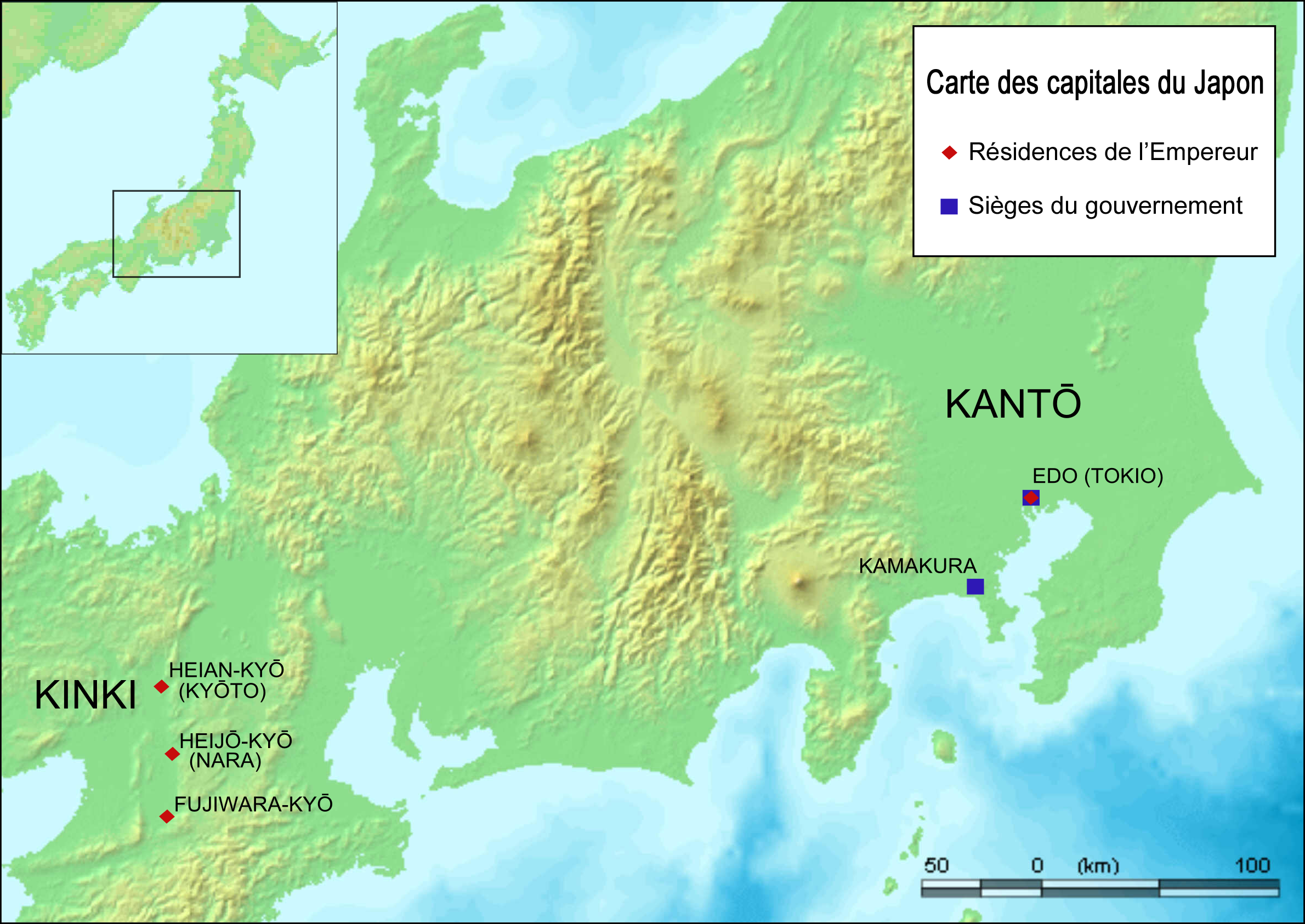
Carte des principales villes ayant été capitale du Japon.

Tokyo est l'actuelle capitale du Japon. Cependant, cela n'a pas toujours été le cas et plusieurs villes ont par le passé occupé cette place.

## Liste de capitales
La numérotation (N°) correspond au nombre de déménagements. La numérotation des capitales correspond à leur ordre d'apparition absolu: une capitale maintes fois réutilisée comportera toujours le même numéro hérité de son emménagement le plus ancien. La numérotation des souverains est officielle.

### Période légendaire
Cette liste de capitales et les règnes associés relèvent de la légende, et débute avec le règne du premier Empereur Jinmu.
| N° | Capitale | Capitale             | Règne | Règne           | Palais              |
| -- | -------- | -------------------- | ----- | --------------- | ------------------- |
| 1  | 1        | Kashihara, Yamato    | 1     | Empereur Jinmu  | ?                   |
| 2  | 2        | Kazuraki, Yamato     | 2     | Empereur Suizei | ?                   |
| 3  | 3        | Katashiha, Kawachi   | 3     | Empereur Annei  | ?                   |
| 4  | 4        | Karu, Yamato         | 4     | Empereur Itoku  | ?                   |
| 5  | 5        | Waki-no-kami, Yamato | 5     | Empereur Kōshō  | ?                   |
| 6  | 6        | Muro, Yamato         | 6     | Empereur Kōan   | ?                   |
| 7  | 7        | Kuruda, Yamato       | 7     | Empereur Kōrei  | ?                   |
| 8  | 4        | Karu, Yamato         | 8     | Empereur Kōgen  | ?                   |
| 9  | 8        | Izakaha, Yamato      | 9     | Empereur Kaika  | ?                   |
| 10 | 9        | Shika, Yamato        | 10    | Empereur Sujin  | Palais de Mizugaki  |
| 10 | 9        | Shika, Yamato        | 11    | Empereur Suinin | Palais de Tamagaki  |
| 11 | 10       | Makimuko, Yamato     | 12    | Empereur Keikō  | Palais de Hishiro   |
| 12 | 11       | Shiga, Ōmi           | 13    | Empereur Seimu  | Palais de Takaanaho |
| 13 | 12       | Ando, Nara           | 14    | Empereur Chūai  | Palais de Toyoura   |
| 14 | 13       | Kashiki, Kyūshū      | 14    | Empereur Chūai  | ?                   |

### Période Kofun
Bien que cette période soit avérée, aucun des règnes mentionnés dans cette liste n'a pu être historiquement vérifié.
| N° | Capitale | Capitale          | Dates   | Règne | Règne            | Palais                           |
| -- | -------- | ----------------- | ------- | ----- | ---------------- | -------------------------------- |
| 15 | 14       | Karushima, Yamato | ?       | 15    | Empereur Ōjin    | Palais de Akira                  |
| 16 | 15       | Naniwa, Settsu    | ?       | 16    | Empereur Nintoku | Palais de Takatsu                |
| 17 | 16       | Iware, Yamato     | ?       | 17    | Empereur Richū   | Palais de Wakasakura             |
| 18 | 17       | Tajihi, Kawachi   | ?       | 18    | Empereur Hanzei  | Palais de Shibakaki              |
| 19 | 18       | Asuka, Yamato     | ?       | 19    | Empereur Ingyō   | Palais de Tohotsu                |
| 20 | 19       | Isonokami, Yamato | ?       | 20    | Empereur Ankō    | Palais de Anaho                  |
| 21 | 20       | Sakurai, Nara     | 457-479 | 21    | Empereur Yūryaku | Palais de Hatsuse no Asakura     |
| 21 | 20       | Sakurai, Nara     | 480-484 | 22    | Empereur Seinei  | Palais de Iware no Mikakuri      |
| 22 | 18       | Asuka, Yamato     | 485-487 | 23    | Empereur Kenzō   | Palais de Chikatsu-Asuka-Yatsuri |
| 23 | 21       | Tenri, Nara       | 488-498 | 24    | Empereur Ninken  | Palais de Isonokami Hirotaka     |
| 24 | 20       | Sakurai, Nara     | 499-506 | 25    | Empereur Buretsu | Palais de Nimiki                 |
| 25 | 22       | Hirakata, Osaka   | 507-511 | 26    | Empereur Keitai  | Palais de Kusuba                 |
| 26 | 23       | Kyōtanabe, Kyoto, | 511-518 | 26    | Empereur Keitai  | Palais de Tsutsuki               |
| 27 | 24       | Nagaoka-kyō,      | 518-526 | 26    | Empereur Keitai  | Palais de Otokuni                |
| 28 | 20       | Sakurai, Nara     | 526-532 | 26    | Empereur Keitai  | Palais de Iware no Tamaho        |
| 29 | 1        | Kashihara, Nara   | 532-535 | 27    | Empereur Ankan   | Palais de Magari no Kanahashi    |
| 30 | 20       | Sakurai, Nara     | 535-539 | 28    | Empereur Senka   | Palais de Hinokuma no Iorino     |

#### Période d'Asuka
| N° | Capitale | Capitale             | Dates     | Règne | Règne               | Palais                                  | Remarque                              |
| -- | -------- | -------------------- | --------- | ----- | ------------------- | --------------------------------------- | ------------------------------------- |
| 31 | 18       | Asuka, Yamato        | 540-571   | 29    | Empereur Kinmei     | Palais de Shikishima no Kanasashi       |                                       |
| 32 | 25       | Kōryō, Nara          | 572-575 ? | 30    | Empereur Bidatsu    | Palais de Kudara no Ohi                 | [réf. nécessaire]                     |
| 33 | 20       | Sakurai, Nara        | 572-585   | 30    | Empereur Bidatsu    | Palais de Osada / Osata no Sakitama     |                                       |
| 34 | 26       | Shiki District, Nara | 585-587   | 31    | Empereur Yōmei      | Palais de Iwareikebe no Namitsuki       |                                       |
| 34 | 26       | Shiki District, Nara | 587-592   | 32    | Empereur Sushun     | Palais de Kurahashi no Shibagaki        |                                       |
| 35 | 18       | Asuka, Yamato        | 593-603   | 33    | Impératrice Suiko   | Palais de Toyura                        |                                       |
| 35 | 18       | Asuka, Yamato        | 603-629   | 33    | Impératrice Suiko   | Palais de Oharida                       |                                       |
| 35 | 18       | Asuka, Yamato        | 630-636   | 34    | Empereur Jomei      | Palais de Okamoto                       |                                       |
| 36 | 1        | Kashihara, Nara      | 636-639   | 34    | Empereur Jomei      | Palais de Tanaka                        |                                       |
| 37 | 25       | Kōryō, Nara          | 640       | 34    | Empereur Jomei      | Palais de Umayasaka                     |                                       |
| 37 | 25       | Kōryō, Nara          | 640-641   | 34    | Empereur Jomei      | Palais de Kudara                        |                                       |
| 38 | 18       | Asuka, Yamato        | 642-643   | 35    | Impératrice Kōgyoku | Palais de Oharida                       |                                       |
| 38 | 18       | Asuka, Yamato        | 643-645   | 35    | Impératrice Kōgyoku | Palais de Itabuki                       |                                       |
| 39 | 27       | Osaka                | 645-654   | 36    | Empereur Kōtoku     | Palais de Naniwa Nagara-Toyosaki        |                                       |
| 40 | 18       | Asuka, Yamato        | 655       | 36    | Empereur Kōtoku     | Palais de Itabuki                       |                                       |
| 40 | 18       | Asuka, Yamato        | 655       | 37    | Impératrice Saimei  | Palais de Kawahara                      | Second règne de l'Impératrice Kōgyoku |
| 40 | 18       | Asuka, Yamato        | 656-660   | 37    | Impératrice Saimei  | Palais de (Nochi no Asuka) Okamoto      | Second règne de l'Impératrice Kōgyoku |
| 41 | 28       | Asakura, Fukuoka     | 660-661   | 37    | Impératrice Saimei  | Palais Asakura no Tachibana no Hironiwa | Second règne de l'Impératrice Kōgyoku |
| 42 | 27       | Osaka                | 661-667   | 38    | Empereur Tenji      | Palais de Naniwa Nagara-Toyosaki        |                                       |
| 43 | 29       | Ōtsu, Shiga          | 667-672   | 38    | Empereur Tenji      | Palais de Ōmi Ōtsu                      |                                       |
| 43 | 29       | Ōtsu, Shiga          | 672       | 39    | Empereur Kōbun      | Palais de Ōmi Ōtsu                      |                                       |
| 44 | 18       | Asuka, Yamato        | 672-686   | 40    | Empereur Tenmu      | Palais de Kiyomihara                    |                                       |
| 44 | 18       | Asuka, Yamato        | 686-697   | 41    | Impératrice Jitō    | Palais de Kiyomihara                    |                                       |
| 45 | 30       | Fujiwara-kyō         | 697-707   | 42    | Empereur Monmu      | Palais de Fujiwara                      |                                       |

#### Époque de Nara
| N° | Capitale | Capitale         | Dates   | Règne | Règne               | Palais              | Remarque                            |
| -- | -------- | ---------------- | ------- | ----- | ------------------- | ------------------- | ----------------------------------- |
| 46 | 31       | Heijō-kyō (Nara) | 707–715 | 43    | Impératrice Genmei  | Palais de Heijō     |                                     |
| 46 | 31       | Heijō-kyō (Nara) | 715-724 | 44    | Impératrice Genshō  | Palais de Heijō     |                                     |
| 46 | 31       | Heijō-kyō (Nara) | 724-740 | 45    | Empereur Shōmu      | Palais de Heijō     |                                     |
| 47 | 32       | Kuni-kyō         | 740–744 | 45    | Empereur Shōmu      | Palais de Kuni      |                                     |
| 48 | 33       | Naniwa-kyō       | 744     | 45    | Empereur Shōmu      | Palais de Naniwa    |                                     |
| 48 | 33       | Naniwa-kyō       | 744-745 | 45    | Empereur Shōmu      | Palais de Shigaraki |                                     |
| 49 | 31       | Heijō-kyō (Nara) | 745–749 | 45    | Empereur Shōmu      | Palais de Heijō     |                                     |
| 49 | 31       | Heijō-kyō (Nara) | 749-758 | 46    | Impératrice Kōken   | Palais de Heijō     |                                     |
| 49 | 31       | Heijō-kyō (Nara) | 758-764 | 47    | Empereur Junnin     | Palais de Heijō     |                                     |
| 49 | 31       | Heijō-kyō (Nara) | 764-770 | 48    | Impératrice Shōtoku | Palais de Heijō     | Second règne de l'Impératrice Kōken |
| 49 | 31       | Heijō-kyō (Nara) | 770-781 | 49    | Empereur Kōnin      | Palais de Heijō     |                                     |
| 49 | 31       | Heijō-kyō (Nara) | 781-784 | 50    | Empereur Kanmu      | Palais de Heijō     |                                     |
| 50 | 24       | Nagaoka-kyō      | 784–794 | 50    | Empereur Kanmu      | Palais de Nagaoka   |                                     |

#### Japon moderne
Asuka-kyō (飛鳥) est une des capitales du Japon au cours de la période Asuka entre 592 et 640. Elle est située dans l'actuel village d'Asuka (préfecture de Nara). Quand elle était une capitale impériale, différents palais étaient construits pour chaque monarque. Dès qu'un empereur meurt, toute la cour se déplace vers un palais nouvellement construit, car il est considéré comme dangereux de rester dans un endroit où l'esprit d'un monarque défunt peut résider.
Kōryō (広陵町, Kōryō-chō), actuellement bourg du district de Kitakatsuragi, dans la préfecture de Nara, fut capitale temporaire du Japon de 640 à 642, au palais de Kudara. Kudara est une référence au royaume de Baekje en Corée.  
De 694 à 710, la capitale est Fujiwara-kyō.
Heijō-kyō (平城京, heijōkyō), également appelée Heizei-kyō et parfois Nara no miyako, fut la capitale impériale du Japon entre 710 et 740, puis entre 745 et 784 ; c'est-à-dire durant la plus grande partie de l'époque de Nara. Après le départ de l'empereur pour Nagaoka-kyō, elle perdit le nom de Heijō-kyō, et devint l'actuelle ville de Nara. Le Palais Impérial est inscrit au patrimoine mondial de l'humanité, avec d'autres sites de l'ancienne cité.
Kuni-kyō (恭仁京), ou Kuni no miyako, est la ville capitale du Japon entre 740 et 744, avec le palais (恭仁宮 Kuni-kyū ou Kuni no miya) construit dans l'actuelle ville de Kizugawa sur ordre de l'empereur Shōmu. La ville de Kuni-kyō n'a pas été achevée, comme la capitale a de nouveau été déménagée vers Naniwa-kyō (Osaka), seulement quatre ans plus tard.
Le palais de Shigaraki (紫香楽宮, Shigaraki-no-miya, également écrit 信楽宮) est un palais construit par l'empereur Shōmu, d'abord comme villa, plus tard désigné par lui-même capitale en 744. Le palais était situé dans l'actuelle ville de Kōka, préfecture de Shiga au Japon. Le palais-capitale est aussi appelé palais de Kōka (甲賀宮, Kōka-no-miya) dans le Shoku Nihongi.
Nagaokakyō (長岡京) fut la capitale du Japon de 784 à 794. Le site de la cité se divise entre les villes actuelles de Nagaokakyō, Mukō, ainsi que l'arrondissement de Nishikyō-ku à Kyōto.
Heian-kyō (平安京, heiankyō, lit. « capitale tranquille et paisible ») fut la capitale impériale du Japon entre 794 et 1868 (sauf une courte période en 1180), abritant le Kyōto-gosho (palais impérial). Elle représente aujourd'hui le centre de la ville de Kyōto.
Fukuhara-kyō (福原京, Fukuhara-kyō, capitale de Fukuhara) est le siège de la cour impériale du Japon, et donc la capitale du pays, pendant environ six mois en 1180. C'est aussi le centre de pouvoir de Taira no Kiyomori et l'emplacement de son palais de retraite.

## Depuis 1868: Tokyo
En juillet 1868, à la suite de la « révolution Meiji », l'empereur Mutsuhito choisit Edo comme nouveau lieu de résidence et la ville est renommée Tokyo (東京, Tōkyō, « la capitale de l’est »). En 1868, le gouvernement spécial de Tokyo (東京府, Tōkyō-fu) est fondé en regroupant la zone urbaine (divisée en 15 arrondissements en 1877) et les environs (6 districts), et en 1889 les 15 arrondissements forment la « Ville de Tokyo » (東京市, Tōkyō-shi). En 1932, 5 des 6 districts sont réunis à la commune de Tokyo qui compte désormais 35 arrondissements.
En 1943, la préfecture de Tokyo et la ville de Tokyo ont fusionné (en absorbant également des districts à l’ouest) et la « métropole de Tokyo »(Tōkyō-to) a été créée. La commune de Tokyo n'existe donc plus, ses arrondissements, réorganisés pour former les actuels 23 arrondissements spéciaux, devenant des municipalités distinctes, dont la capitale est Shinjuku, mais elle constitue donc une préfecture au statut particulier étant donné sa fonction de capitale.